# South El Monte, Kalifornien
South El Monte är en stad (city) i Los Angeles County, i delstaten Kalifornien, USA. Enligt United States Census Bureau har staden en folkmängd på 20 264 invånare (2011) och en landarea på 7,4 km².